# Greek Reporter
Greek Reporter — новостное интернет-СМИ, ведущая международная греческая новостная организация за пределами Греции. Одно из первых в мире изданий, освещающих события в жизни греческой диаспоры.

## История
Веб-сайт запущен в 2009 году Анастасиосом (Тасосом) Папапостолу под названием «Greek Hollywood Reporter» — новостной портал для греческой общины США в сфере индустрии развлечений.
В 2010 году сайт расширил свою аудиторию, с тех пор охватывая всю греческую диаспору, и изменил название на «Greek Reporter».
В 2017 году были запущены китайскоязычное и русскоязычное издания, а в 2020 году — испаноязычное.
Главный редактор — Анастасиос Папапостолу.